# Aero Odolena Voda
Aero Odolena Voda je obnovený český volejbalový extraligový klub, který získal spoustu domácích i zahraničních titulů. 

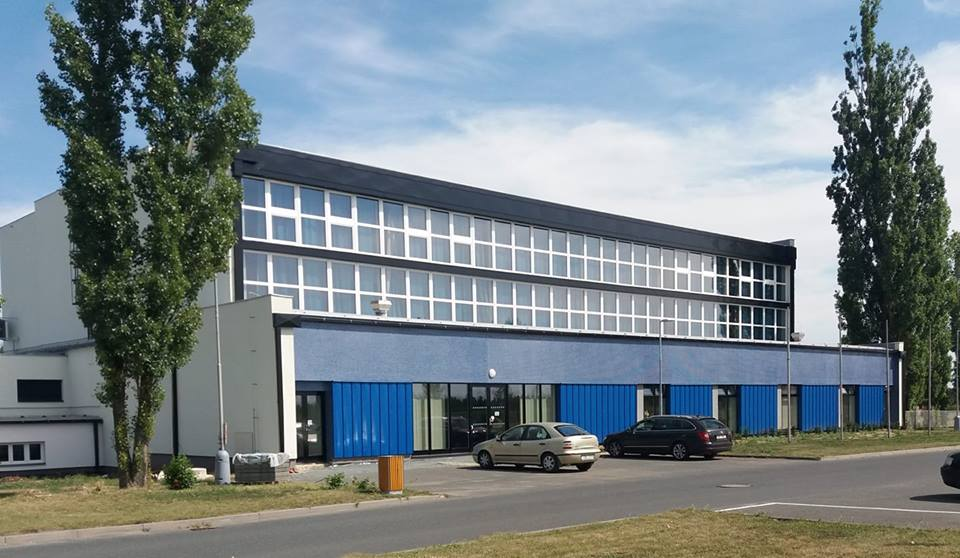
Sportovní hala

## Historie
Volejbal v Odoleně Vodě byl založen v roce 1953. Historie jednoho z nejúspěšnějších volejbalových klubů v naší zemi je spojená s řadou jmen hráčů a funkcionářů, kteří ve Vodolce působili, a z nichž mnozí reprezentovali ČR v národním mužstvu.[zdroj⁠?!]
Tým Aero Odolena Voda je sedminásobným mistrem republiky, úspěšná vystoupení v evropských pohárech proslavila klub i za hranicemi.[zdroj⁠?!]
Roku 1961 se oddíl spojil s podnikem Aero Vodochody.
Od roku 1977 má klub vlastní sportovní halu (předtím jezdil na domácí zápasy do Roudnice nad Labem). V roce 2004 klub z finančních důvodů ukončil činnost a převedl extraligovou licenci na Kladno volejbal cz. V roce 2007 vzniklo z bývalých hráčů občanské sdružení Vraťme Volejbal Vodolce, které obnovilo existenci týmu a zakoupilo právo startu v druhé nejvyšší soutěži od TJ Lužiny. V roce 2009 se Aero Odolena Voda vrátilo do extraligy.

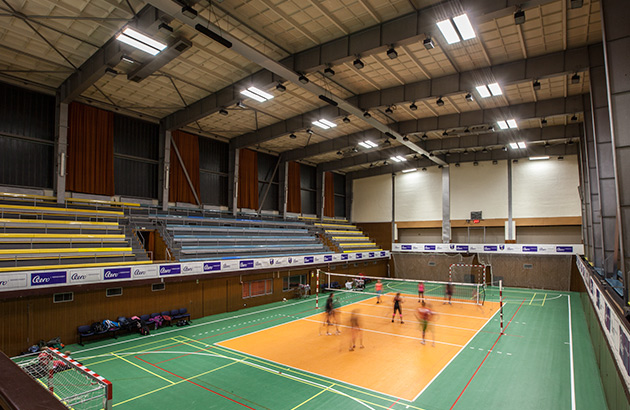
Interiér sportovní haly

Předsedou klubu je Pavel Horák, trenérem Jiří Šiler.

## Úspěchy
V roce 1968 klub poprvé postoupil do nejvyšší soutěže. Získal v ní sedm titulů: 1977, 1978, 1987, 1988, 1993, 1994, 1996.
Největším mezinárodním úspěchem bylo třetí místo ve finálovém turnaji Ligy mistrů 1978.

## Sezóny
V sezóně 2010/2011 skončilo na 10. místě.
V sezóně 2017/2018 hrálo Aero baráž s Black Volley Beskydy, kterou vyhrálo a udrželo extraligu. 
V sezóně 2018/2019 skončilo na celkovém 7. místě po prohře s VK Dukla Liberec.
V sezóně 2021/2022 skončilo na celkovém 4. místě po prohře s VK Jihostroj České Budějovice 1:2 na zápasy v souboji o bronz.

## Mládež
Aero Odolena Voda má i mládežnická družstva - od přípravky po juniory. Týmy se pravidelně účastní soutěží jak ve Středočeském kraji, tak v Praze i v celorepublikových soutěžích.